# Tana

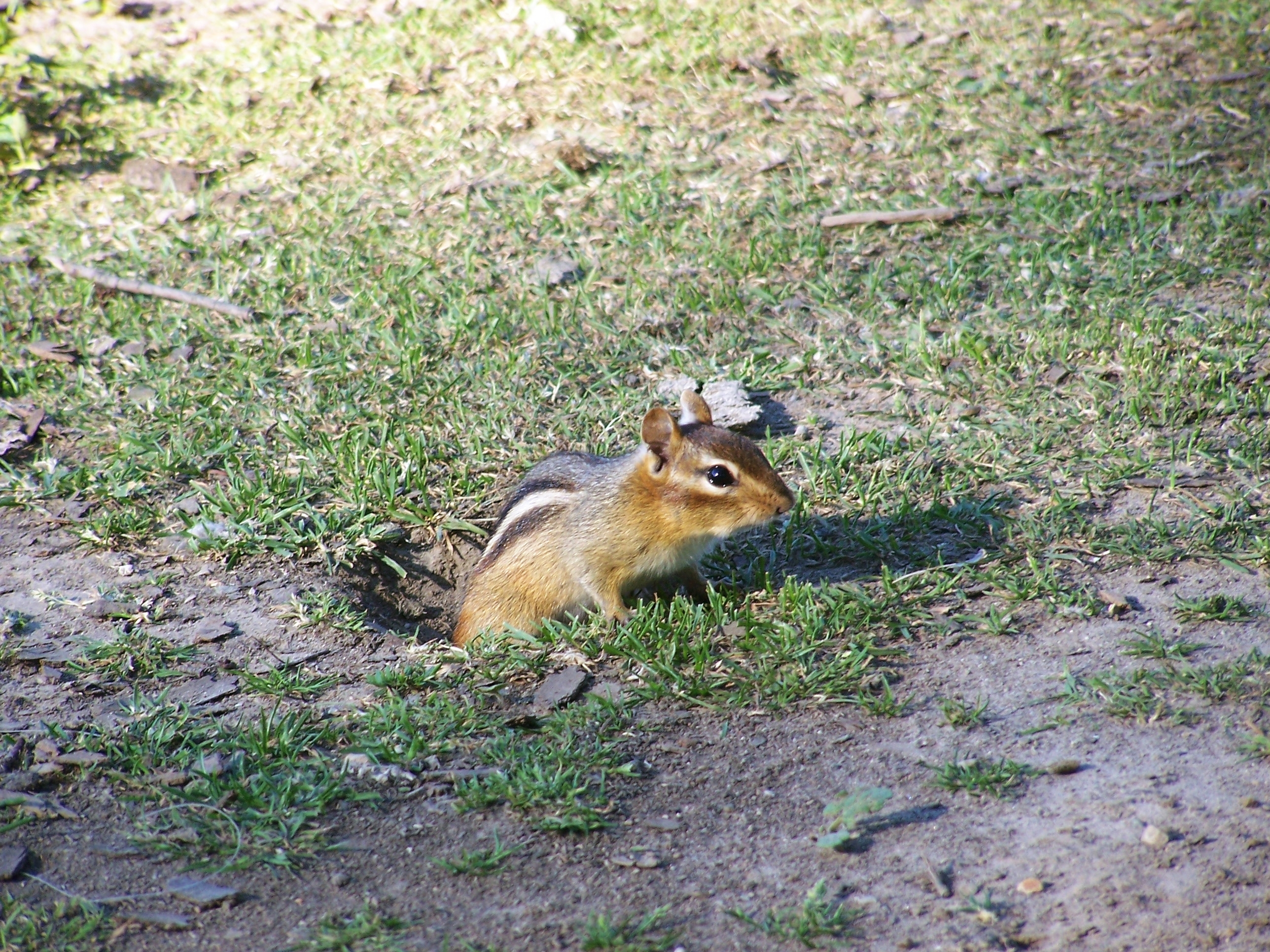
Un tamia striato esce dalla propria tana

La tana è una cavità, naturale o scavata, usata da numerose specie di animali selvatici come rifugio dai predatori o dalle intemperie, per esempio nelle ore di sonno o durante il letargo. Oltre a quella di riparo, la tana può svolgere altre funzioni: molte specie per esempio vi depositano le proprie uova o vi partoriscono, per proteggere i piccoli, o vi raccolgono le proprie scorte di cibo.
L'abitudine di cercare o scavare una tana è comune a una grandissima varietà di specie anche molto distanti fra loro da un punto di vista tassonomico, dagli invertebrati ai mammiferi.

## Tane dei vertebrati

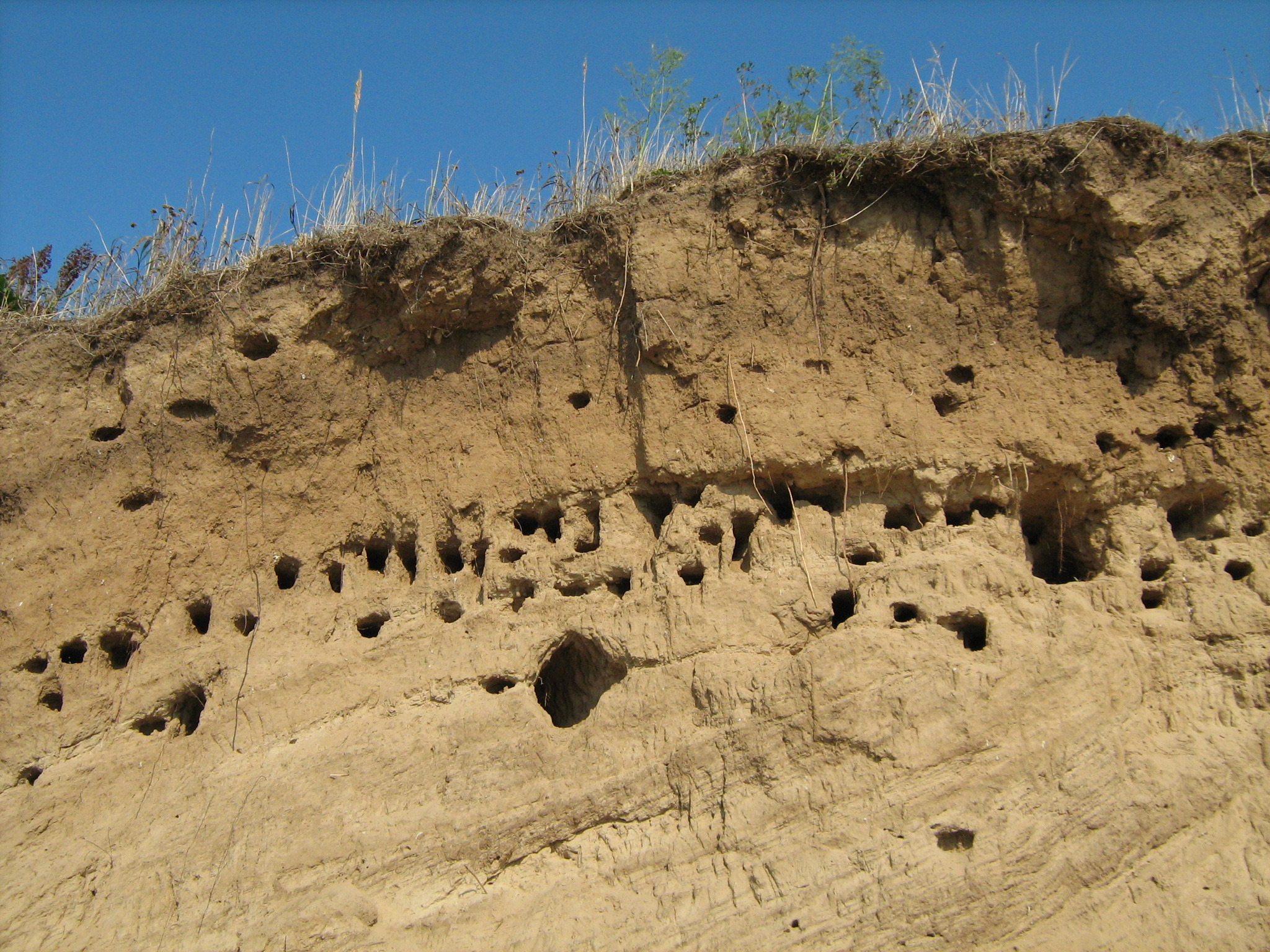
Tane di uccelli sulla riva del Volga vicino a Kstovo, Russia.

Una grande varietà di vertebrati costruisce o utilizza tane in molti tipi di substrato; le tane possono variare ampiamente in complessità. Alcuni esempi di animali scavatori vertebrati includono numerosi mammiferi, anfibi, pesci (Callionymidae e dipnoi), rettili e uccelli (compresi piccoli dinosauri). I mammiferi sono forse più conosciuti per le tane. Specie di mammiferi come gli insettivori come la talpa e roditori come i geomidi, il grande gerbillo e la marmotta si trovano spesso a formare tane. Alcuni altri mammiferi che sono noti per scavare sono l'ornitorinco, il pangolino, il coniglio pigmeo, l'armadillo, il ratto e la donnola. Il coniglio, un membro della famiglia Lagomorpha, è un noto scavatore. Alcune specie, come la marmotta, possono costruire tane che occupano un intero metro cubo, spostando circa 300 chilogrammi (660 libbre) di terra. Esistono prove che i roditori possono costruire le tane più complesse di tutte le specie scavatrici di vertebrati. Ad esempio, i grandi gerbilli vivono in gruppi familiari in ampie tane, che possono essere viste sulle immagini satellitari. Anche le tane non occupate possono rimanere visibili nel paesaggio per anni. Le tane sono distribuite regolarmente, sebbene quelle occupate sembrino raggruppate nello spazio. Anche i carnivori come il suricato e i marsupiali come i vombati sono scavatori di tane. L'animale scavatore più grande è probabilmente l'orso polare quando fa la sua tana maternità nella neve o nella terra. È noto anche che le lucertole costruiscono e vivono in tane e possono mostrare un comportamento territoriale anche all'interno delle tane. Ci sono anche prove che una tana fornisce protezione allo "Scinco pigmeo dalla lingua blu" di Adelaide (Tiliqua adelaidensis) durante i combattimenti, poiché possono lottare dall'interno delle loro tane.
Le tane degli uccelli vengono solitamente realizzate su terreni morbidi; alcuni pinguini e altri uccelli marini pelagici sono noti per tali tane. Il pinguino di Magellano ne è un esempio, costruendo tane lungo le regioni costiere della Patagonia del Cile e dell'Argentina. Altri uccelli scavatori sono le pulcinelle di mare, i martin pescatori e i gruccioni.
I topi canguro costruiscono tane nella sabbia fine.

## Tane di invertebrati

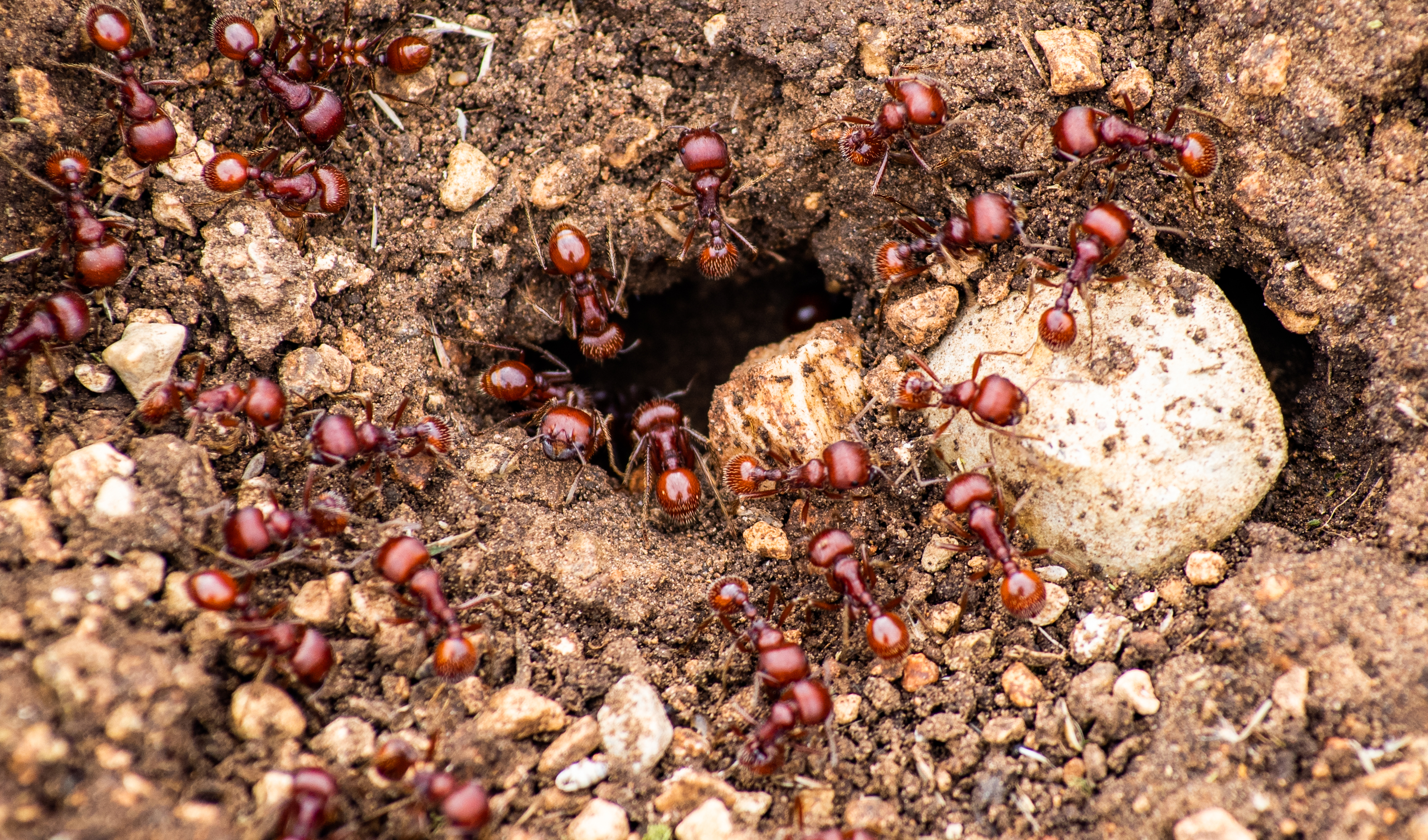
Tana di formiche

Gli acari della scabbia costruiscono le loro tane nella pelle dell'animale o dell'uomo infestato. Le termiti e alcune vespe costruiscono tane nel terreno e nel legno. Le formiche costruiscono tane nel terreno. Alcuni ricci di mare e vongole possono scavare nella roccia.
Le tane prodotte dagli animali invertebrati possono essere riempite attivamente o passivamente. Le tane che rimangono aperte durante l'occupazione da parte di un organismo vengono riempite passivamente, per gravità piuttosto che dall'organismo stesso. Le tane riempite attivamente, d'altra parte, vengono riempite di materiale dall'organismo scavatore stesso.
La creazione di una tana per invertebrati spesso comporta l'immersione dei sedimenti circostanti nel muco per prevenire il collasso e sigillare il flusso d'acqua.
Esempi di invertebrati scavatori sono insetti, ragni, ricci di mare, crostacei, vongole e vermi.

## Escavatori, modificatori e occupanti
Gli animali da tana possono essere suddivisi in tre categorie: escavatori primari, modificatori secondari e semplici occupanti. Gli escavatori primari sono gli animali che originariamente scavano e costruiscono la tana e sono generalmente molto forti. Alcuni animali considerati scavatori primari sono il cane della prateria e l'oritteropo. I gerbilli pigmei sono un esempio di modificatori secondari, poiché non costruiscono una tana originale, ma vivranno all'interno di una tana creata da altri animali e miglioreranno o modificheranno alcuni aspetti della tana per i propri scopi. La terza categoria, i semplici occupanti, non costruiscono né modificano la tana ma semplicemente vivono al suo interno o la usano per i propri scopi. Alcune specie di uccelli fanno uso di tane costruite dalle tartarughe, che è un esempio di semplice occupazione. Questi animali possono anche essere definiti "commensali".

## Protezione

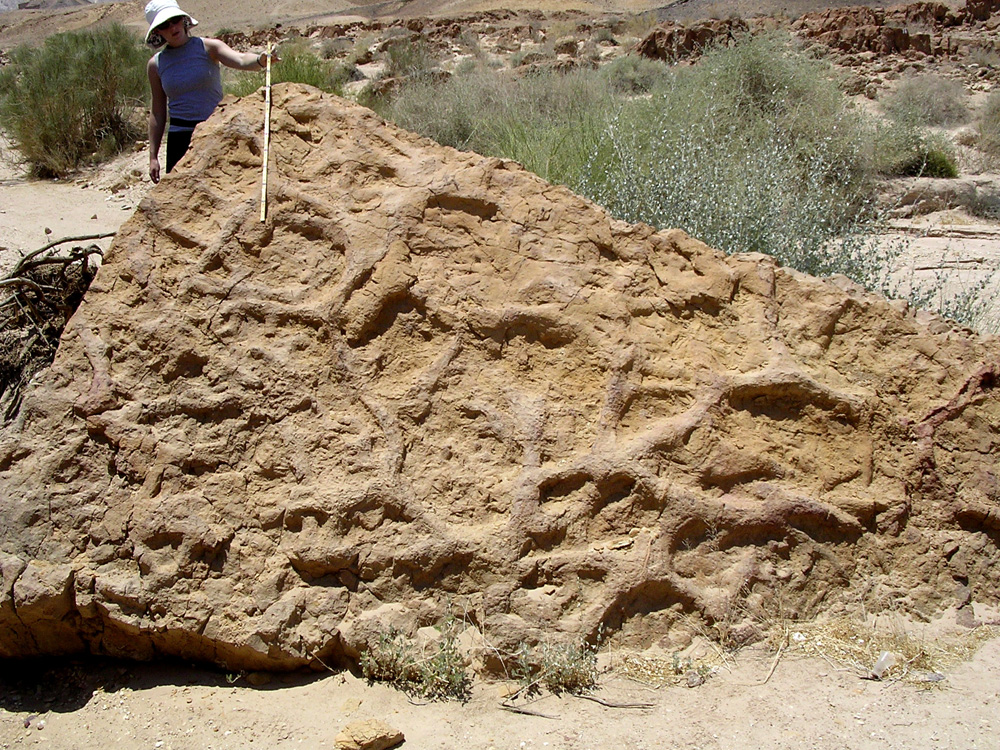
Tane Thalassinoides prodotte dai crostacei; Giurassico medio, Makhtesh Qatan (Israele).

Alcune specie possono trascorrere la maggior parte dei loro giorni all'interno di una tana, il che indica che deve avere buone condizioni e fornire qualche beneficio all'animale. Le tane possono essere utilizzate da alcune specie come protezione da condizioni difficili, o dai predatori. Le tane possono essere trovate rivolte nella direzione della luce solare o lontano dalla direzione del vento freddo. Ciò potrebbe aiutare con la ritenzione del calore e l'isolamento, fornendo protezione dalle temperature e dalle condizioni esterne. Gli insetti come la forbicina possono costruire tane in cui vivere durante l'inverno e usarle per la protezione fisica. Alcune specie utilizzano anche le tane per conservare e proteggere il cibo. Ciò fornisce un vantaggio all'animale in quanto può tenere il cibo lontano da altri concorrenti. Consente inoltre all'animale di mantenere una buona scorta di cibo all'interno della tana per evitare condizioni meteorologiche estreme o stagioni in cui alcune fonti di cibo potrebbero non essere disponibili. Inoltre, le tane possono fornire protezione agli animali che hanno appena avuto i loro piccoli, fornendo buone condizioni e sicurezza agli animali appena nati vulnerabili. Le tane possono anche fornire rifugio agli animali che risiedono in aree spesso distrutte da incendi, poiché gli animali nelle profondità sotterranee di una tana possono essere mantenuti asciutti, al sicuro e a una temperatura stabile.

## Tane fossili
Le tane sono anche comunemente conservate nella documentazione fossile come "fossili di tane", un tipo di traccia fossile.

## Tana in comune
Tana in comune si riferisce all'habitat costruito da alcune specie di mammiferi come habitat comunitario. Ci sono alcune specie che costruiscono tane, ma non tane comuni; e ci sono alcune specie che vivono in gruppi comunitari, ma non costruiscono tane o qualsiasi altro tipo di habitat.
Le specie che vivono in tane comuni sono:
 Degu 
I degus comuni sono altamente sociali. Vivono in tane e, scavando in comune, sono in grado di costruire tane più grandi ed elaborate di quanto potrebbero fare da soli. I Degu che scavano insieme coordinano le loro attività, formando catene di scavo. È stato dimostrato che le femmine che vivono nello stesso gruppo nidificano spontaneamente in comunità e allattano i figli di altri esemplari, non necessariamente i propri. Trascorrono molto tempo in superficie, dove cercano cibo. Durante tale attività, la loro capacità di individuare i predatori aumenta in gruppi più grandi, e ogni animale deve trascorrere meno tempo in vigilanza.
 Viscaccia di pianura 
La viscaccia di pianura vive in sistemi di tane comuni in gruppi contenenti uno o più maschi, diverse femmine e immaturi. Le viscacce si nutrono in gruppi di notte e si aggregano sottoterra durante il giorno. Tutti i membri di un gruppo utilizzano le tane in tutto il sistema di tane comuni e partecipano allo scavo delle tane. Le chiamate di allarme vengono impartite principalmente da maschi adulti. L'unità sociale a lungo termine della viscaccia di pianura è il gruppo femminile. I maschi residenti scompaiono ogni anno e nuovi maschi si uniscono a gruppi di femmine. Le viscacce vivono in colonie che vanno da pochi individui a centinaia. Per stare al passo con la comunicazione all'interno della colonia, hanno acquisito un impressionante repertorio di vocalizzazioni che vengono utilizzate nelle interazioni sociali. La dominanza è assente tra le femmine. I membri di un gruppo sociale condividono un'area comune di foraggiamento attorno al sistema di tane comuni e si nutrono di una varietà di erbe e piante, brucando occasionalmente su arbusti bassi. Raccolgono rami e oggetti pesanti per coprire l'ingresso della tana. Quando vivono vicino agli insediamenti umani, tendono ad accumulare oggetti realizzati dall'uomo per coprire la tana.
 Pica daurico 
È stato osservato che i pica daurici condividono le tane con molte altre specie di mammiferi. Occasionalmente “visitano” le tane delle marmotte dell'Altai e dei pica di Pallas. A loro volta, le loro tane sono visitate da scoiattoli di terra e talvolta da uccelli scavatori. A causa della bassa concorrenza e dei tassi di predazione, il fattore limitante per le popolazioni di pica daurici è l'inverno.
 Cane della prateria 

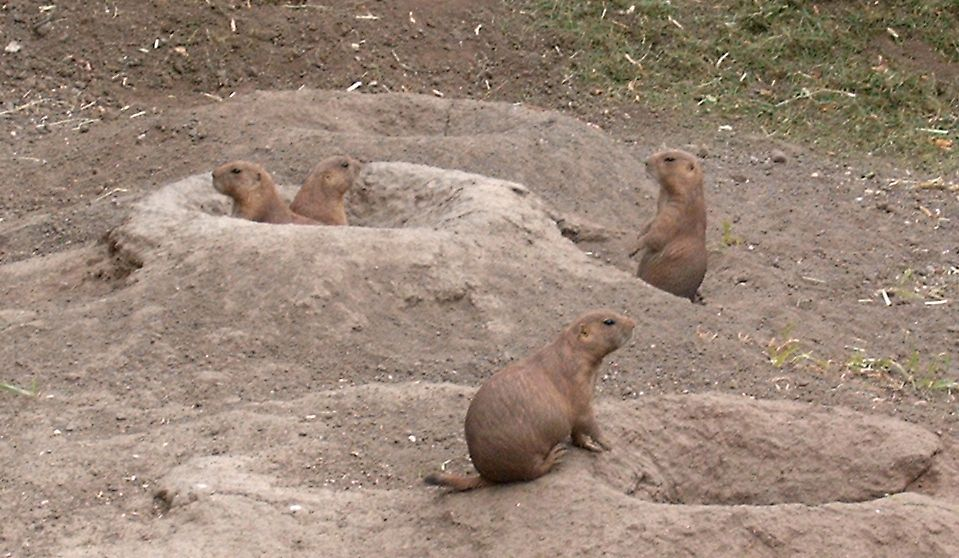
Famiglia di cani della prateria in una tana comune, zoo di Budapest, 2005.

Altamente sociali, i cani della prateria vivono in grandi colonie o "città" e in gruppi di famiglie di cani della prateria che possono estendersi su centinaia di acri. I gruppi familiari di cani della prateria sono le unità più basilari della sua società. I membri di un gruppo familiare abitano lo stesso territorio. Una città di cani della prateria può contenere 15-26 gruppi familiari. Possono esserci anche sottogruppi all'interno di una città, chiamati "reparti", separati da una barriera fisica. All'interno di questi reparti esistono gruppi familiari.
 Coniglio pigmeo 
I conigli pigmei si trovano normalmente in aree su terreni profondi con artemisia tridentata alta e densa che usano come riparo e cibo. Le singole piante di artemisia nelle aree abitate da conigli pigmei sono spesso alte 6 piedi (1,8 m) o più. Piste estese e ben utilizzate intrecciano i boschetti di salvia e forniscono vie di viaggio e di fuga. Fitti boschi di grandi artemisia lungo ruscelli, strade e recinti forniscono corridoi di dispersione per i conigli pigmei.
Il coniglio pigmeo è l'unico leporide originario del Nord America che scava tane. I giovani utilizzano le tane più degli esemplari più anziani. Le prime attività riproduttive degli adulti possono essere concentrate nelle tane. Quando i conigli pigmei possono utilizzare la copertura di artemisia, l'uso delle tane diminuisce. I conigli pigmei utilizzano le tane più in inverno per la copertura termica che in altri periodi dell'anno.
Le tane si trovano solitamente sui pendii alla base delle piante di artemisia e sono rivolte da nord a est. I tunnel si allargano sotto la superficie, formando cavità e si estendono fino a una profondità massima di circa 1 metro (3,3 piedi). Le tane hanno tipicamente 4 o 5 ingressi, ma possono averne da 2 a 10. In Oregon, i conigli pigmei abitavano aree dove i terreni erano significativamente più profondi e più sciolti rispetto ai terreni dei siti adiacenti. La scelta del sito era probabilmente legata alla facilità di scavo delle tane. Nelle aree in cui il suolo è poco profondo, i conigli pigmei vivono in buchi tra le rocce vulcaniche, nei muri di pietra, attorno a edifici abbandonati e nelle tane scavate dai tassi e dalle marmotte.
Alcuni ricercatori hanno scoperto che i conigli pigmei non si avventurano mai a più di 18 metri dalle loro tane. Tuttavia, Bradfield ha osservato che si allontanano fino a 100 metri (330 piedi) dalle loro tane.
Alcune aree abitate dai conigli pigmei sono coperte da diversi metri di neve per un massimo di 2 o più mesi durante l'inverno. Durante i periodi in cui la neve copre la maggior parte dell'artemisia, i conigli pigmei scavano gallerie sotto la neve per trovare cibo. I tunnel di neve hanno all'incirca la stessa altezza e larghezza delle tane. Sono piuttosto estesi e si estendono da un'artemisia all'altra. Il movimento in superficie durante i mesi invernali è limitato a questi sistemi di tunnel.